# Leadership (Zeitung)
Leadership ist eine nigerianische überregionale Tageszeitung. Sie wurde im Oktober 2004 gegründet und wird von der Leadership Newspaper Group mit Sitz in Abuja herausgegeben.

## Geschichte
Bei einer Razzia am 9. Januar 2007 stürmten ein Dutzend Beamte des State Security Service die Büros von Leadership und verhafteten den Geschäftsführer Abraham Nda-Isaiah, den Redakteur Bashir Bello Akko und den Journalisten Abdulazeez Sanni. Anlass war ein drei Tage zuvor veröffentlichter Artikel des Journalisten Danladi Ndayebo, der die politischen Manöver in der regierenden People’s Democratic Party (PDP) erörterte, die zur Nominierung von Umaru Musa Yar’Adua als Kandidat bei den kommenden Präsidentschaftswahlen führten.
Am 6. Mai 2008 stürmte ein Trupp bewaffneter Polizisten in Zivil des Niger State Command die Leadership-Zentrale und verhaftete den stellvertretenden Herausgeber Danladi Ndayebo, offenbar ohne Haftbefehl. Laut dem Herausgeber, Prince Charles Dickson, war der Grund ein Artikel, der Senator Isa Mohammed verleumdet haben soll.
Im Dezember 2009 wurde Leadership von der Nigeria Union of Journalists zur „Zeitung des Jahres“ gewählt. Die Auszeichnung wurde von Abraham Nda-Isaiah, dem Group Executive Director, entgegengenommen.
Im Rahmen einer Umstrukturierung mit Wirkung zum 1. Januar 2011 wurde Azubuike Ishiekwene zum ersten Geschäftsführer von Leadership Newspapers ernannt, während Abraham Nda-Isaiah Geschäftsführer von Leadership Holdings wurde. Ishiekwene war zuvor Redakteur von The Punch und dann Geschäftsführer dieser Zeitung.
Am 17. Juli 2013 veröffentlichte Leadership Fotos und den in Ich-Form geschriebenen Artikel Igbo Jews of Nigeria Strive to Study and Practice des Schriftstellers Shai Afsai unter dem Titel Igbo-Jews Of Nigeria Study And Practise Judaism und gab Igho Oyoyo von Leadership als Autor an. Nachdem der Herausgeber der New English Review mit rechtlichen Schritten gedroht hatte, gab Leadership zehn Tage später eine Entschuldigung für das Plagiat und eine korrigierte Verfasserangabe heraus.